# LATAM (Paraguay)
LATAM Airlines Paraguay (anteriormente conocida como TAM Airlines Paraguay o Transportes Aéreos del Mercosur S.A. e inicialmente como Líneas Aéreas Paraguayas) es la filial de LATAM Airlines en Paraguay, con sede en su capital, Asunción. El centro de operaciones es el Aeropuerto Internacional Silvio Pettirossi.

## Historia
La aerolínea fue fundada en 1962 e inició operaciones en 1963 como Líneas Aéreas Paraguayas. Entre 1994 y 1996 reinició operaciones como una filial de la ecuatoriana de aviación SAETA llamándose LAPSA, en 1996 la mayoría de las acciones de LAPSA fueron vendidas a la aerolínea brasileña TAM Linhas Aéreas (actual LATAM Airlines) sometiéndose a una aprobación previa del Estado paraguayo, la cual fue ratificada. Aunque se tiende a confundir a los compradores de LAPSA con Transporte Aéreo Militar-TAM, una antigua aerolínea militar dedicada al transporte de pasajeros que operaba con aviones DC-3 y CASA 212 a destinos nacionales apartados y no se relacionaba con la aviación comercial civil.
En 1994 TAM Linhas Aéreas creó ARPA - Aerolíneas Paraguayas una pequeña aerolínea subsidiaria en Paraguay, con una flota compuesta en su mayoría por aviones Cessna 208 Caravan, anteriormente operados por su matriz en Brasil. 
El 1 de septiembre de 1996, ARPA adquirió el 80% de las acciones de la antigua propiedad estatal Líneas Aéreas Paraguayas fusionándose bajo el nombre de TAM - Transportes Aéreos del Mercosur. La actual LATAM Airlines posee el 94,98% de las acciones y el gobierno paraguayo el 5,02%.
En 2008, tras una estrategia de marca, el nombre de TAM Mercosur es eliminado y la compañía adopta una identidad corporativa idéntica a su propietaria en Brasil, convirtiéndose en TAM Airlines o TAM Paraguay para quienes tienden a confundirla con la brasileña. Sin embargo, su estructura corporativa sigue siendo la misma.
Esta aerolínea al igual que su casa matriz son parte del holding LATAM Airlines Group, que es la unión entre la chilena LAN Airlines y la brasilera TAM Linhas Aéreas.
El 5 de mayo del año 2016 (tras casi 6 años del inicio de la fusión entre TAM Linhas Aéreas y LAN Airlines) empezó a operar oficial y definitivamente como LATAM Airlines lo que significó el cambio de imagen corporativa y marca que se estima que costó USD 60 millones.

## Destinos
Actualmente LATAM Paraguay opera servicios regulares a los destinos mencionados a continuación:
| Países   | Destinos          | Aeropuertos                                     |
| -------- | ----------------- | ----------------------------------------------- |
| Brasil   | São Paulo         | Aeropuerto Internacional de São Paulo-Guarulhos |
| Chile    | Santiago de Chile | Aeropuerto Internacional Arturo Merino Benítez  |
| Paraguay | Asunción          | Aeropuerto Internacional Silvio Pettirossi      |
| Perú     | Lima              | Aeropuerto Internacional Jorge Chávez           |

### Destinos cesados
| Países    | Destinos                | Aeropuertos                                           |
| --------- | ----------------------- | ----------------------------------------------------- |
| Argentina | Buenos Aires            | Aeroparque Jorge Newbery                              |
| Argentina | Buenos Aires            | Aeropuerto Internacional Ministro Pistarini           |
| Argentina | Córdoba                 | Aeropuerto Internacional Ing. Aer. Ambrosio Taravella |
| Bolivia   | Cochabamba              | Aeropuerto Internacional Jorge Wilstermann            |
| Bolivia   | La Paz                  | Aeropuerto Internacional El Alto                      |
| Bolivia   | Santa Cruz de la Sierra | Aeropuerto Internacional Viru Viru                    |
| Brasil    | Curitiba                | Aeropuerto Internacional Afonso Pena                  |
| Brasil    | Río de Janeiro          | Aeropuerto Internacional de Galeão (vía EZE)          |
| Chile     | Iquique                 | Aeropuerto Internacional Diego Aracena                |
| Paraguay  | Ciudad del Este         | Aeropuerto Internacional Guaraní                      |
| Uruguay   | Montevideo              | Aeropuerto Internacional de Carrasco                  |
| Venezuela | Caracas                 | Aeropuerto Internacional de Maiquetía-Simón Bolívar   |

## Flota histórica
| Aeronaves          | Total | Introducido | Retirado | Matrículas                              |
| ------------------ | ----- | ----------- | -------- | --------------------------------------- |
| Airbus A320-200    | 1     | 2006        | 2016     | PR-MAY                                  |
| Cessna 208 Caravan | 2     | 1993        | 2007     | ZP-CAD y ZP-CAR                         |
| Fokker 100         | 5     | 1996        | 2010     | PT-MRA, PT-MQV, PT-MQK, PT-MRM y PT-MQG |